# Acanthoderes subtessellata
Acanthoderes subtessellata es una especie de escarabajo del género Acanthoderes, familia Cerambycidae. Fue descrita científicamente por Bates en 1880.
Se distribuye por Ecuador. Posee una longitud corporal de 10,6-13,78 milímetros.